# Цахі Ханегбі
Іцхак «Цахі» Га-Неґбі (івр. יצחק "צחי" הנגבי‏‎‎, нар. 26 лютого 1957, Єрусалим) — ізраїльський політик та експерт з питань безпеки. Депутат Кнесету від партії Лікуд. Він обіймав різні посади в уряді Ізраїлю, зокрема, міністра охорони здоров'я (1996), міністра юстиції (1996–1999), міністра транспорту (2002–2003) і міністра внутрішньої безпеки (2003–2004).